# Asplenium ocoense
Asplenium ocoense är en svartbräkenväxtart som beskrevs av Carl Frederik Albert Christensen. Asplenium ocoense ingår i släktet Asplenium och familjen Aspleniaceae. Inga underarter finns listade.